# Інсценування вбивства Аркадія Бабченка

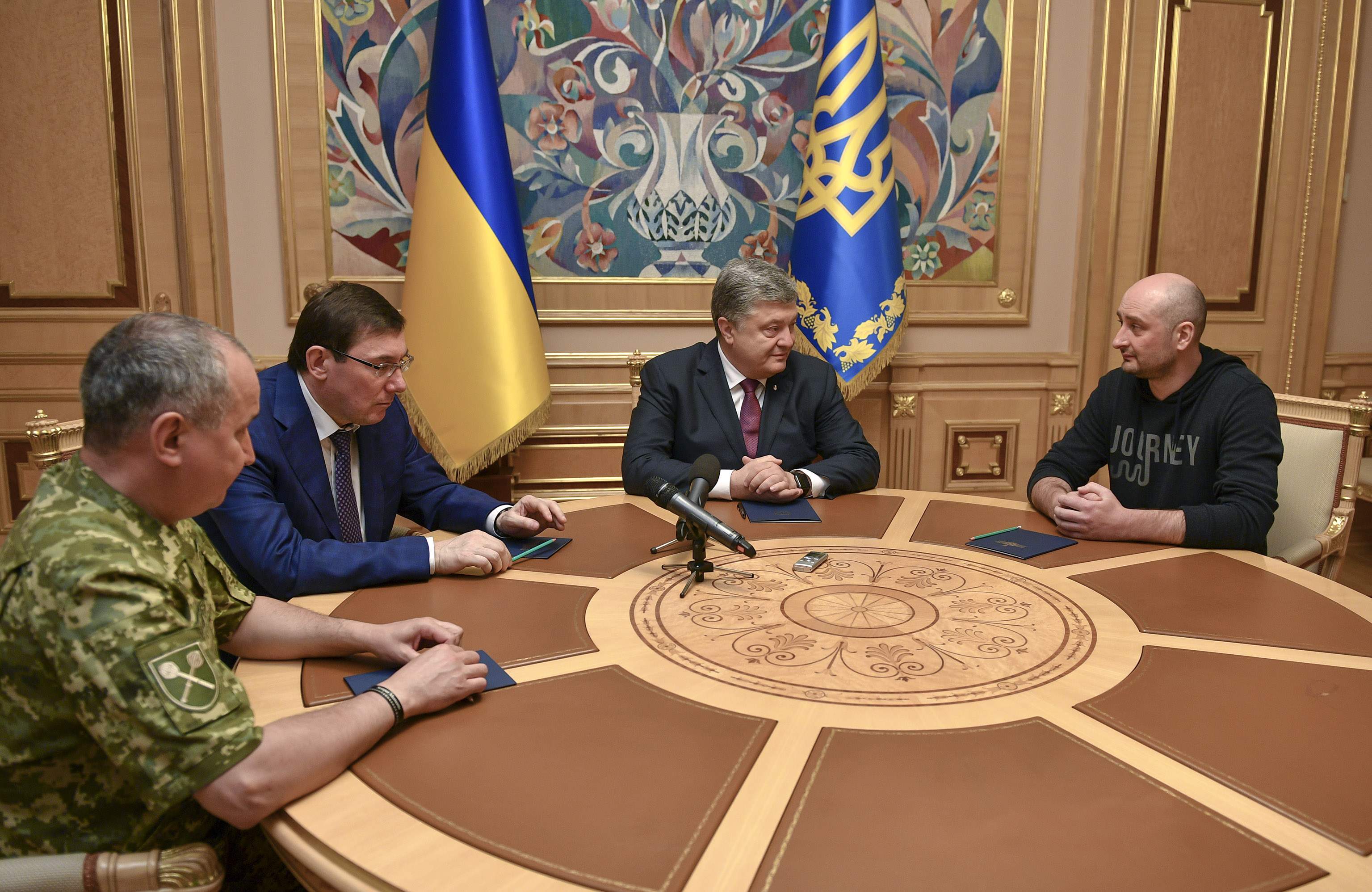
Бабченко на зустрічі з Президентом Порошенком 30/05/2018.
Зліва направо:
- Голова СБУ Василь Грицак,
- Генпрокурор Юрій Луценко,
- Президент України Петро Порошенко,
- журналіст Аркадій Бабченко

Спеціальну операцію з інсценування вбивства Аркадія Бабченка з метою затримання організатора злочину провела СБУ 29 травня 2018 року.

## Перебіг подій
Про інсценування вбивства стало відомо лише через добу, 30 травня 2018 року, на спеціальному брифінгу СБУ, де голова СБУ Василь Грицак заявив, що замовником вбивства Бабченка за отриманими даними є російські спецслужби. Сам Бабченко на тому брифінгу розповів, що операцію готували два місяці, а його поставили до відома за місяць до її проведення. Про операції знала дружина Бабченка.
За його словами, замовники показали виконавцю фото з російського паспорта журналіста, що, на його думку, свідчило, що інформація йшла з державних служб Росії. Вартість замовлення складала 40 000 доларів США. 31 травня на власній прес-конференції Аркадій Бабченко у відповідь на питання про можливість провокації з боку Служби безпеки України у цій справі заявив про відсутність доказів, що подія не могла бути провокацією СБУ. Президент України Петро Порошенко доручив надати журналістові охорону.
Підозрюваним в організації замаху на вбивство журналіста Аркадія Бабченка є 50-річний киянин Борис Герман, якого 30 травня затримала Служба безпеки України. До Шевченківського районного суду надійшло клопотання про обрання запобіжного заходу ймовірному організатору замаху, засідання із розгляду клопотання про обрання запобіжного заходу відбулось 31 травня 2018. Суд обрав запобіжний захід у вигляді тримання під вартою на 60 діб.

## Реакція на інсценування вбивства
Справа з інсценуванням убивства російського журналіста Аркадія Бабченка викликала неоднозначну реакцію в російських ЗМІ, а також з боку офіційних осіб Росії.

### Реакція західних ЗМІ
Аркадій Бабченко у відповідь на негативну реакцію в британській пресі на інсценування власного вбивства.
Відразу після повідомлень про вбивство відреагували західні ЗМІ. Британська газета The Guardian схарактеризувала Бабченка як жорсткого критика російського уряду, відзначивши його виступи проти політики президента Росії Путіна в питаннях тимчасової анексії Криму і підтримки бойових дій на сході України. Американська ж газета New York Times у своєму матеріалі на тему вбивства назвала Аркадія Бабченка одним з ворогів Володимира Путіна, на якого був скоєний фатальний напад. Одна з найвідоміших італійських газет La Stampa у своєму матеріалі нагадала, що між представниками російської влади і журналістом свого часу розгорівся конфлікт після посту Бабченка в Facebook, де він висловив байдужість до авіакатастрофи біля Сочі, де загинув російський військовий ансамбль Александрова.
За твердженням автора статті, у відповідь Бабченко отримав погрози від деяких чиновників і, побоюючись за своє життя, втік з Росії. В Україні ж, на думку італійського видання, Бабченко став жертвою ненависницької кампанії через свою позицію.

### Реакція офіційних осіб та міжнародних організацій

#### До звісток про інсценування
- Міністр МЗС Клімкін на засіданні Ради безпеки ООН поклав на Росію відповідальність за вбивство російського журналіста, заявивши, що розуміння аналогічних випадків змушує думати про те, що Росія використовує й інші види тактики для дестабілізації України, зокрема проводить теракти, підривну діяльність і політичні вбивства. Прем'єр-міністр Гройсман заявив, що відповідальність за вбивство російського журналіста Аркадія Бабченка в Києві лежить на Росії. На його думку, в Москві «не пробачили журналісту його чесності й принциповості»[11]. Депутат Верховної Ради і член колегії МВС України Антон Геращенко, будучи в курсі проведеної операції з інсценування вбивства Бабченка, заявив, що першою й очевидною версією вбивства Аркадія Бабченка є його професійна діяльність. За його словами, однією з версій злочину є дії російських спецслужб щодо усунення осіб, що заважають і далі отруювати свідомість росіян правдою про те, що насправді відбувається в Росії і в Україні.

- Директор Федеральної служби безпеки Росії Олександр Бортников зазначив, що заяви Києва про причетність російських спецслужб до вбивства Бабченка «схожі на марення», це «провокація, як і у випадку зі „справою Скрипалів“». Прес-секретар президента Росії Пєсков заявив, що в Кремлі вважають верхом цинізму заяви Києва про причетність Москви до вбивства російського журналіста. Постійний представник Росії в ООН Василь Небензя в день, коли з'явилися повідомлення про вбивство Аркадія Бабченка, на засіданні Ради Безпеки ООН, заявив про намір влади в Києві використовувати вбивство російського журналіста в антиросійських цілях.

#### Після звісток про інсценування
- Речниця зовнішньополітичної служби ЄС Майя Косьянчич заявила, що «Україна має право захищати свій національний інтерес та свою територію».[12]
- Міжнародна федерація журналістів назвала інсценування вбивства Бабченка «цирком».
- Міжнародна організація «Репортери без кордонів» в особі генсекретаря Крістофа Делуара засудила інсценування вбивства Аркадія Бабченка, висловивши глибоке обурення у зв'язку з маніпуляцією українських спецслужб у цілях інформаційної війни.[13]
- Представник ОБСЄ з питань свободи засобів масової інформації Арлем Дезір висловив жаль через рішення поширити інформацію про вбивство російського журналіста Аркадія Бабченка, яка виявилася помилковою.
- Глава МЗС Німеччини Гайко Маас закликав Київ прояснити ситуацію з інсценуванням вбивства російського журналіста Аркадія Бабченка, сказавши, що ця справа викликає безліч питань, пов'язаних з довірою.
- Міністр МЗС Бельгії Дідьє Рейндерс заявив, що дії суперечать прийнятим у Європі принципам поширення достовірної інформації у ЗМІ. Він зазначив, що неприпустимо боротися з фейковими новинами за допомогою інших фейкових новин.
- Міністр МЗС Литви Лінас Лінкявічюс висловив подив у зв'язку зі спецоперацією українських спецслужб щодо запобігання вбивства російського журналіста, назвавши мету такого інсценування незбагненною.
- Спікер парламенту Словаччини Андрій Данко засудив інсценізацію вбивства журналіста, назвавши історію з інсценуванням «брудної і цинічною». Він заявив, що Україна, яка бажає вступити в Євросоюз, «перейшла допустимі межі». На його думку, інсценування виглядає «негідно і безглуздо». Данко заявив про намір висловити офіційний протест Україні від імені парламенту Словаччини, додавши, що вважає недостойним участь у цьому шоу державного органу.
- Президент Порошенко після звісток про інсценування вбивства Бабченко заявив про блискучу спецоперацію «героїв з СБУ», в ході якої всі побачили справжнього ворога в особі Росії. У відповідь на негативну реакцію з боку міжнародних організацій Порошенко вказав на те, що звинувачувати треба не Україну, а Росію, додавши, що українці роблять усе можливе, щоб триматися разом і захищати себе. Міністр МВС Аваков також висловив здивування у зв'язку із заявами ряду міжнародних організацій, що критикували спецоперацію українських спецслужб щодо запобігання вбивства журналіста Аркадія Бабченка.
- МЗС РФ назвало інсценування антиросійською провокацією, додавши, і що дії української влади «вводять в оману все світове співтовариство».[14] Дмитро Пєсков заявив, що тепер «Україна повинна відповісти за слова про причетність Росії до справи Аркадія Бабченка», тобто довести вину Росії.[15]